# Bobowo (gromada)
Bobowo – dawna gromada, czyli najmniejsza jednostka podziału terytorialnego Polskiej Rzeczypospolitej Ludowej w latach 1954–1972.
Gromady, z gromadzkimi radami narodowymi (GRN) jako organami władzy najniższego stopnia na wsi, funkcjonowały od reformy reorganizującej administrację wiejską przeprowadzonej jesienią 1954 do momentu ich zniesienia z dniem 1 stycznia 1973, tym samym wypierając organizację gminną w latach 1954–1972.
Gromadę Bobowo z siedzibą GRN w Bobowie utworzono – jako jedną z 8759 gromad na obszarze Polski – w powiecie starogardzkim w woj. gdańskim na mocy uchwały nr 23/III/54 WRN w Gdańsku z dnia 5 października 1954. W skład jednostki weszły obszary dotychczasowych gromad Bobowo, Dąbrówka, Grabowo Bobowskie i Wysoka oraz miejscowości Smoląg i Smolążek z dotychczasowej gromady Grabowiec ze zniesionej gminy Bobowo w tymże powiecie. Dla gromady ustalono 25 członków gromadzkiej rady narodowej.
1 stycznia 1960 do gromady Bobowo włączono miejscowości Grabowiec, Jabłowo, Jabłówko, Mysinek i Lipinki Szlacheckie ze zniesionej gromady Jabłowo w tymże powiecie.
Gromada przetrwała do końca 1972 roku, czyli do kolejnej reformy gminnej. 1 stycznia 1973 w powiecie starogardzkim w woj. gdańskim reaktywowano zniesioną w 1954 roku gminę Bobowo (zniesioną w latach 1976-91; od 1999 w woj. pomorskim).